# Baranowszczyzna
Baranowszczyzna (biał. Баранаўшчына; ros. Барановщина) – wieś na Białorusi, w obwodzie witebskim, w rejonie brasławskim, w sielsowiecie Druja.

## Historia
W czasach zaborów wieś leżała w granicach Imperium Rosyjskiego.
W latach 1921–1945 kolonia leżała w Polsce, w województwie nowogródzkim (od 1926 w województwie wileńskim), w powiecie brasławskim, w gminie Słobódka.
Według Powszechnego Spisu Ludności z 1921 roku zamieszkiwało tu 161 osób, 94 była wyznania rzymskokatolickiego, 67 staroobrzędowego. Jednocześnie 27 mieszkańców zadeklarowało polską przynależność narodową, 67 białoruską a 67 rosyjską. Było tu 35 budynków mieszkalnych. W 1931 w 39 domach zamieszkiwało 205 osób.
Wierni należeli do parafii rzymskokatolickiej w Słobódce. Miejscowość podlegała pod Sąd Grodzki w Brasławiu i Okręgowy w Wilnie; właściwy urząd pocztowy mieścił się w Słobódce.